# Dessicreone
Nella mitologia greca,  Dessicreone  era il nome di un mercante dell'isola di Samo, di cui nel mito si raccontano le gesta.

## Il mito
Durante uno dei suoi tanti viaggi era capitato nell'isola di Cipro, qui era nell'intento di ripartire caricando la nave di mercanzia come era solito fare quando Afrodite si avvicinò a lui rivelandosi e chiedendogli, senza darne spiegazioni, di caricare la nave con solo acqua e di salpare immediatamente. Dessicreone accettò il consiglio e subito si mise all'opera, preso il largo la sua e tante altre navi vicine ebbero dei problemi di navigazione dovuta ad un'improvvisa bonaccia. Tutti i naviganti pagarono a caro prezzo l'acqua del mercante, e lui per ringraziare dell'affare la dea della bellezza appena tornato in patria fece erigere una statua alla dea. 

### Moderna
- Pierre Grimal, Enciclopedia della mitologia 2ª edizione, Brescia, Garzanti, 2005, ISBN 88-11-50482-1. Traduzione di Pier Antonio Borgheggiani